# Alfredo Donnay
Alfredo Donnay Gómez (Vitoria, 21 de enero de 1894-Vitoria, 1 de marzo de 1986) fue un poeta y compositor español de canciones populares alavesas.
Nació en 1894 en Vitoria. Su padre era de origen belga y vascofrancés; y su madre natural del pueblo de Busto de Bureba, Burgos. A los 17 años de edad se fue a Argentina a vivir allí durante 2, ya que en ese país residía una hermana suya. Se casó en 1915 con Águeda Monreal, con la que tuvo siete hijos, 4 hombres y 3 mujeres. De oficio era abrillantador de muebles, aunque siempre destacó por su afición a la poesía y a la música.
En su juventud destacó su militancia anarquista, siendo uno de los fundadores en 1920 de la sección del sindicato CNT en Vitoria. Donnay compaginó en aquella época su trabajo como ebanista con el de corresponsal del diario Solidaridad Obrera de Bilbao donde escribía la rúbrica Lacras Sociales. Sin embargo abandonó su militancia libertaria y se dedicó de lleno a la creación poética y musical. A lo largo de su vida se dedicó a crear un cancionero de sencillas cadencias y melodías, de temas ingenuos que trataban del paisaje y paisanaje alaveses; y que pasaron a engrosar el cancionero popular alavés.
En 1978 el Ayuntamiento de Vitoria le honró al llamar a una calle del barrio de Arriaga con su nombre (Calle Alfredo Donnay/Alfredo Donnay Kalea), siendo la primera vez que se distinguía a un vitoriano en vida con este honor. En su casa natal de la calle Rioja hay una placa en su recuerdo y en el pueblo de Zurbano hay un busto en su memoria ya que inmortalizó a esta población en una de sus canciones. Falleció en 1986. Fue nombrado hijo predilecto de la ciudad en 1993.
A partir de 1994 El Correo, Radio COPE Vitoria y Publicidad Masla, crean el Premio Alfredo Donnay con motivo del centenario de su nacimiento para el mejor alavés y la mejor alavesa del año.

## Obra
Donnay es autor de numerosas obras musicales que han pasado a formar parte del cancionero popular alavés. Entre ellas destaca sobre todo el Himno al Deportivo Alavés, himno del club de fútbol local, el Deportivo Alavés, que es su composición más conocida. Otras canciones suyas que son muy conocidas en Vitoria y en Álava son Del solar alavés, Los Chinos, Zurbano, Blancas como palomas, Viejo molino, Recordando, Marcha de los montañeros alaveses, etc.

## Libros publicados
La mayor parte de los libros publicados por Donnay fueron cancioneros.
- Senderos de ilusión (Poesías y canciones y un prólogo de Venancio del Val (1930)
- Nuevas y viejas canciones alavesas (1942)
- Nuevas canciones vitorianas (1960)
- Selección de canciones (1971)
- Senderos de ilusión (Prosa y verso) (1974)
- Mis canciones (1977)
- Del solar alavés (1992)